# Jonas Ribeiro
Jonas Irwyng Castro Ribeiro (ur. 24 czerwca 2000) – brazylijski judoka.
Wicemistrz igrzysk Ameryki Południowej w 2022 roku i pierwszy w drużynie.